# Казалпустерленго
Казалпустерлѐнго (на италиански: Casalpusterlengo, на западноломбардски: Casal, Казал) е град и община в Северна Италия, провинция Лоди, регион Ломбардия. Разположен е на 60 m надморска височина. Населението на общината е 14 953 души (към 2013 г.).